# Миронюк Дарія Володимирівна
Дарія Володимирівна Миронюк (нар. 10 липня 2001) — українська фехтувальниця на рапірах, срібна призерка чемпіонату Європи, чемпіонка Європи серед молоді.

## Біографія
Народилася 7 жовтня 2002 року в Києві у родині фехтувальників. Її мама Алла Миронюк займалася фехтуванням на шпагах та ставала призеркою чемпіонатів світу та Європи в командних змаганнях. Дарія почала займатися фехтуванням у ДЮСШ «Армієць». Тренувалася у свого батька Володимира Миронюка — заслуженого тренера України, який займався підготовкою рапіристів, а після його смерті продовжила займатися фехтуванням під керівництвом мами та брата.

## Спортивна кар'єра
У травні 2024 року, разом із Катериною Буденко, Аліною Полозюк та Ольгою Сопіт, виграла бронзові медалі Кубка світу. Ця мадаль стала першою в історії для українських рапіристок на змаганнях такого рівня.
На початку червня стала чемпіонкою Європи серед молоді в індивідуальних змаганнях, а також виграла срібну медаль у команді з Крістіною Петровою, Аліною Полозюк та Ольгою Сопіт.
19 червня 2024 року стала срібною призеркою чемпіонату Європи, поступившись у фіналі титулованій італійській фехтувальниці Аріанні Ерріго.
23 листопада 2024 року, разом із Катериною Буденко, Аліною Полозюк та Ольгою Сопіт, виграла срібні медалі Кубка світу, який відбувся у Тунісі. На шляху до фіналу, здолали Угорщину (45:38), перший номер світового рейтингу Італію (45:43), а також Францію (41:39). У фіналі поступилися чинним бронзовим олімпійським медалісткам, збірній Японії (22:24).

## Досягнення
| Сезон   | Дата          | Місце проведення | Турнір           | Результат |
| ------- | ------------- | ---------------- | ---------------- | --------- |
| 2023/24 | 23 липня 2018 | Базель           | Чемпіонат Європи | Срібло    |

| Сезон   | Дата              | Місце проведення | Турнір      | Результат |
| ------- | ----------------- | ---------------- | ----------- | --------- |
| 2023/24 | 5 травня 2024     | Гонконг          | Кубок світу | Бронза    |
| 2024/25 | 23 листопада 2024 | Туніс            | Кубок світу | Срібло    |